# Cosmoscarta sanguinolenta
Cosmoscarta sanguinolenta är en insektsart som beskrevs av William Lucas Distant 1900. Cosmoscarta sanguinolenta ingår i släktet Cosmoscarta och familjen spottstritar. Inga underarter finns listade i Catalogue of Life.